# 楊宗澧

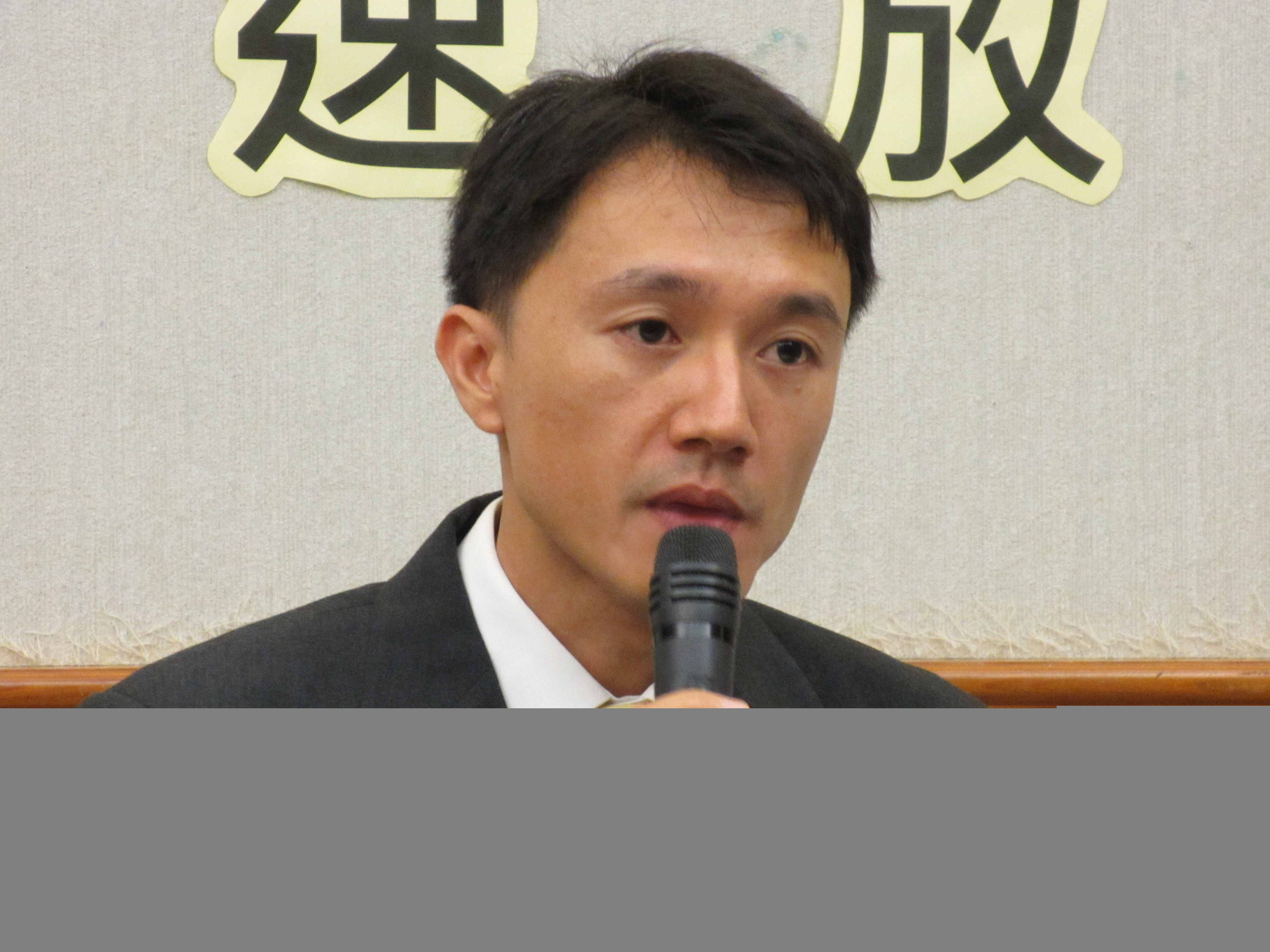
楊宗澧

楊宗澧（1976年—），台灣社會運動工作者，曾任國際特赦組織臺灣分會副秘書長、國際特赦組織臺灣分會秘書長、民間司法改革基金會執行祕書、台灣圖博之友會理事。2008年立法委員選舉時獲第三社會黨提名參選立法委員，未能當選。曾任台灣自由緬甸網絡執行委員兼發言人、台灣廢除死刑推動聯盟執行委員、好民文化行動協會發起人兼理事、公民組合發起人。

## 生平
楊宗澧畢業於南投高中、東海大學社會工作學系、英國艾塞克斯大學社會學研究所，目前為社會運動工作者。
2014年，楊宗澧參與發起公民組合。2017年，擔任民間全民電視公司節目《民視台灣學堂》執行長。
2019年6月24日，好民文化行動協會發起人楊宗澧於立法院群賢樓外，由社會民主黨主席范雲、台灣基進黨主席陳奕齊、第三社會黨發起人周奕成、自由台灣黨秘書長李嘉宇等跨黨派人士偕同，宣布以無黨籍身份參選台中市第五選舉區立委，希望與民主進步黨進行協調以達到擊敗現任中國國民黨立委沈智慧的目標。2019年8月加入民進黨，爭取黨中央徵召。2019年9月，未獲黨內徵召，宣布退出2020國會大選。其後接任蔡英文總統台中市競選總部社運部主任。
2020年8月，擔任民進黨台中市黨部副執行長。
2021年11月14日，公開宣布參與民進黨臺中市議員第九選舉區（北區）黨內初選。

## 主持
- 寶島聯播網 寶島新故鄉

## 外部連結
- 楊宗澧－台灣為什麼「廢死不可」？ （页面存档备份，存于）
- 楊宗澧／東協廣場揭牌了，然後呢？ （页面存档备份，存于）